# Luis Enrique Sepúlveda Cuadra

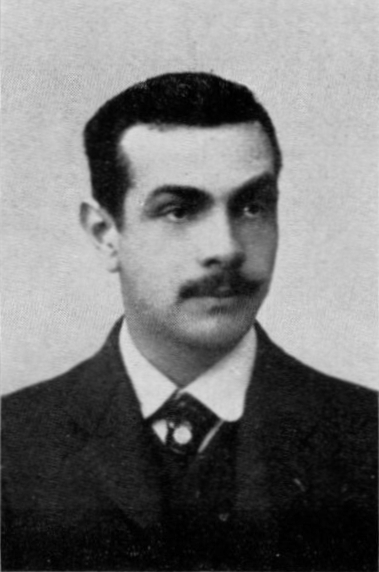
Luis Enrique Sepúlveda Cuadra (1906)

Luis Enrique Sepúlveda Cuadra, Pseudonyme: Luensecua, Luiso Vidinte, (geboren 9. Oktober 1873 in Valparaíso; gestorben 30. Oktober 1935) war ein chilenischer Blinden- und Taubstummenlehrer und Übersetzer aus dem Französischen, Englischen, Italienischen und Portugiesischen ins Spanische sowie ein bedeutender Esperanto-Pionier in Südamerika und Mitglied des Sprachausschusses.

## Leben und Wirken
Sepúlveda wurde Professor am Nationalen Institut für Blinde und Taubstumme in Chile. Er gründete die erste Esperanto-Gesellschaft und gab die erste Esperanto-Zeitung in Chile heraus. Er war auch Präsident des ersten nationalen Esperanto-Kongresses in Santiago im Jahre 1910. Kurz vor seinem Tod gründete er 1932 eine Esperanto-Jugendgesellschaft.
Er verfasste auch eine Reihe von Publikationen, schrieb für mehrere Zeitungen und übersetzte zahlreiche Werke. Daneben schrieb Sepúlveda Cuadra auch einige Klavierstücke.
In seinem 1936 erschienenen Nachruf im Heroldo de Esperanto schrieb Eduard Kühnl u. a.: Unglaublich umfangreich war seine Korrespondenz mit allen Ländern der Welt, und sein bis zu seinem letzten Lebenstag geordnetes Archiv stellt eine wertvolle Quelle für das Studium unserer Bewegung dar, insbesondere im Zusammenhang mit der Vorkriegszeit. Besonders seit dieser Zeit enthält es Dokumente, die von den bekanntesten Propagandisten verfasst wurden. Das über Jahrzehnte gesammelte Material war sein Schatz, den er sorgfältig arrangierte und mit allem ergänzte, was in der Esperanto-Welt auftauchte. Tausende von Briefen, die er in dieser Zeit schrieb und in alle Teile der Welt verteilte, verbreiteten seinen Namen sowie den Namen eines persönlich tätigen Propagandisten.
Zu seinen Korrespondenzpartnern in Deutschland zählt u. a. der spätere Schuldirektor Robert Jahn in Johanngeorgenstadt.

## Schriften (Auswahl)
- Li krome estis prezidanto de la unua landa kongreso de Esperanto. Santiago de Chile, 1910.